# Schuldenvaldiplomatie

Overheidsschuld als percentage van het BBP, volgens het CIA factbook 2007.

Schuldenvaldiplomatie of schulddiplomatie is een internationale financiële relatie waarbij een crediteurland of -instelling kredieten verstrekt aan een lenende natie, gedeeltelijk of uitsluitend om via de aangegane schulden de politieke invloed van de kredietgever te vergroten. Het crediteurland zou een debiteurland buitensporige kredieten verstrekken met de bedoeling economische of politieke concessies af te dwingen wanneer het debiteurland niet meer aan zijn terugbetalingsverplichtingen kan voldoen. De voorwaarden van de leningen worden vaak niet openbaar gemaakt. Met het geleende geld worden gewoonlijk aannemers en materialen betaald die afkomstig zijn uit het crediteurland.
De term werd gelanceerd door de Indiase academicus Brahma Chellaney om te beschrijven hoe de Chinese regering de schuldenlast van kleinere landen gebruikt voor geopolitieke doeleinden. Andere analisten hebben echter het idee van een Chinese schuldenval beschreven als een "mythe" of "afleiding".
Een bekende situatie van een vermeende schuldenval is de Chinese investering in de Sri Lankaanse haven Hambantota. Ook in Europese Unie rezen vragen na Chinese investeringen in de havens van Piraeus en Hamburg. Maar die twijfels zijn niet zozeer financieel, eerder economisch en geopolitiek van aard.